# King’s X
A King’s X amerikai együttes. A Missouri állambeli Springfieldben alakultak. Jelenlegi tagok: Doug Pinnick, Jerry Gaskill és Ty Tabor. Múltbeli tagok: Dan Mccollam és Kirk Henderson. A két fő tag egy korábbi zenekar feloszlása után találkozott, és 1983-ban már zenekarként működtek. Első lemezük 1988-ban jelent meg. A King’s X fennállása alatt többször is váltott lemezkiadót. Korábbi lemezkiadóik: Megaforce-Atlantic Records, Metal Blade, Inside Out. 1980-tól 1983-ig "The Edge", 1983-tól 1987-ig pedig "Sneak Preview" néven működtek. A King's X nevet egykori producerük, Sam Taylor javaslatára vették fel 1987-ben. Hard rock, progresszív rock, progresszív metal és alternatív metal műfajokban játszanak. Eredetileg keresztény rockzenekarként aposztrofálták őket, de a tagok sosem állítottak ilyet. Ty Tabor gitáros egy interjúban ki is jelentette, hogy ők egyáltalán nem keresztény zenekar.

## Tagok
- Doug Pinnick - basszusgitár, ének, vokál (1979-)
- Jerry Gaskill - dobok, ütőhangszerek, ének, vokál (1979-)
- Ty Tabor - gitár, ének, vokál (1980-)

Korábbi tagok
- Dan McCollam - ritmusgitár, vokál (1980)
- Kirk Henderson - ritmusgitár, vokál (1980)

## Diszkográfia
- Sneak Preview (1983)
- Out of the Silent Planet (1988)
- Gretchen Goes to Nebraska (1989)
- Faith Hope Love (1990)
- King’s X (1992)
- Dogman (1994)
- Ear Candy (1996)
- Best of King's X (1997)
- Tape Head (1998)
- Please Come Home... Mr. Bulbous (2000)
- Manic Moonlight (2001)
- Black like Sunday (2003)
- Live all Over the Place (2004)
- Rehearsal CD Vol. 1. (2005)
- Ogre Tones (2005)
- Live and Live Some More (2007)
- XV (2008)
- Tales from the Empire (2009)
- Live Love in London (2010)
- Burning Down Boston (2012)
- Three Sides Of One (2022)